# زیست‌نانوفناوری
ریززیست فناوری (انگلیسی: Nanobiotechnology) شاخه‌ای بین رشته‌ای و مرتبط با زیست فناوری و فناوری نانو است که با به‌کارگیری روش‌های شیمیایی، زیست‌شیمیایی و زیست‌شناسی مولکولی به فرایندهایی می‌پردازد که در ساخت مواد و افزاره‌های مرتبط با این حوزه‌ها کاربرد دارد.
این کلمه از ترکیب سه واژه bio به معنای زیستی، Nano به معنای بسیار ریز و Technology به معنای فناوری ساخته شده‌است. بدین سان در معنای لغوی آن را فناوری زیست نانویی می‌توان در نظر گرفت. در واقع اشاره به استفاده از مواد در ابعاد بسیار ریز در حوزه‌های زیستی (باکتری‌ها، ویروس‌ها، دی ان ای و غیره) دارد.
ریززیست فناوری، اصطلاحی است که به ارتباط نانوفناوری و زیست‌شناسی اشاره می‌کنند. این رشته نقش مؤثری در تحقیقات زیست‌شناسی با زمینه‌های مختلف نانوفناوری و مفاهیمی همچون نانوابزارها (مانند ماشین آلات زیست‌شناسی)، نانوذرات و پدیده‌های نانومقیاسی (در مقیاس نانو) که از طریق ریززیست‌فناوری ارتقا یافته‌اند دارد. این رویکرد فنی، زمینه تصویرسازی و خلق سامانه‌های مفید برای تحقیقات زیست‌شناسی را برای محققان فراهم کرده‌است.
مهم‌ترین هدفی که غالباً در ریززیست‌فناوری دنبال می‌شود، به‌کارگیری نانوابزارها جهت برطرف کردن مشکلات حوزه زیست‌شناسی و پزشکی است. هدف اصلی دیگر در نانوفناوری توسعه ابزارهای جدید مانند نانوصفحات پپتوئیدی (peptoid) با اهداف پزشکی و زیست‌شناسی است. یکی دیگر از موضوعات اصلی این حوزه تحقیقات نانوزیست‌فناوری برای تصویربرداری از مولکول‌های زیستی طبیعی، غشاهای زیستی و بافت‌ها می‌باشد. به‌کارگیری حسگرهای صفحه‌ای و کاربرد نانوفوتونیک برای دستکاری فرایندهای مولکولی در سلول‌های زنده نیز از موضوعات مرتبط با ریززیست فناوری است.
میکروارگانیسم‌ها می‌توانند وضعیت اکسیداسیون فلزات را تغییر دهند به همین دلیل به‌تازگی به‌کارگیری میکروارگانیسم‌ها برای ساخت نانوذرات کاربردی توجه بسیاری را به خود جلب کرده‌است. این فرایندهای میکروبی فرصت‌های تازه‌ای برای کشف کاربردهای جدید از جمله بیوسنتز نانومواد فلزی را فراهم کرده‌اند. برعکس روش‌های فیزیکی و شیمیایی، فرایندهای میکروبی مرتبط با ساخت نانومواد، می‌توانند در فاز آبی و تحت شرایط بی‌خطر محیطی انجام شوند. این روش‌ها به حوزه‌ای جذاب در تحقیقات ریززیست فناوری سبز و حرکت آن به سمت توسعه پایدار، تبدیل شده‌اند.

### واژه‌شناسی
ریززیست فناوری به به‌کارگیری نانوفناوری در ایجاد ابزارها به منظور مطالعه سامانه‌های زیستی اشاره می‌کند. به عبارت دیگر ریززیست فناوری، کاربرد خاصی از نانوفناوری است. برای مثال، نانوفناوری DNA یا مهندسی سلولی به دلیل اینکه با مولکول‌های در مقیاس نانو سروکار دارد می‌تواند به عنوان ریززیست فناوری طبقه‌بندی شود.

### مفاهیم
بیشتر مفاهیم علمی در ریززیست فناوری از دیگر حوزه‌ها گرفته می‌شوند. ویژگی‌های مواد و کاربردهای مطالعه شده آن‌ها در این علم شامل خواص مکانیکی (برای مثال تغییر شکل، چسبندگی، شکست)، خواص الکترونیکی (برای مثال تحریک الکترومکانیکی، خازن، ذخیره‌سازی انرژی/ باتری‌ها)، خواص نوری (برای مثال جذب، لومینسانس، شیمی نور)، خواص حرارتی (برای مثال تغییرات حرارتی)، خواص زیستی (برای مثال تماس سلول‌ها با یکدیگر، نقص‌های مولکولی، حسگرهای زیستی، مکانیسم‌های زیستی) و همچنین کاربرد در تشخیص و درمان بیماری‌ها (برای مثال بیماری‌های ژنتیکی، سرطان، نقص بافت یا اندام)، کاربرد در محاسبات (برای مثال محاسبات DNA) و کاربرد در کشاورزی (آفت کش‌ها، هورمون‌ها و کودها) می‌باشد.

### کاربردها
کاربردهای ریززیست فناوری بسیار گسترده بوده در ادامه به مواردی از آن‌ها اشاره می‌شود:

#### نانوفناوری پزشکی
نانوفناوری پزشکی حوزه‌ای از علم پزشکی است که توجه ویژه آن برنامه‌های کاربردی جهت افزایش به‌کارگیری نانوربات‌ها و ماشین‌های زیستی می‌شود. به عبارتی نانو ربات‌ها و ماشین‌های زیستی به عنوان ابزارهایی بسیار مهم برای توسعه نانوپزشکی مطرح می‌باشند. طی سال‌های گذشته، محققان به پیشرفت‌های بسیاری در زمینه طراحی ابزارهای مختلف و سامانه‌هایی لازم برای توسعه نانوربات‌ها دست یافته‌اند. به‌کارگیری نانوربات‌ها به عنوان یک روش جدید در درمان بیماری‌هایی مثل سرطان مطرح شده و به لطف آن‌ها تأثیرات جانبی شیمی درمانی کنترل شده، کاهش یافته یا حتی حذف خواهد شد. در نتیجه در چند سال آینده، این روش درمانی جایگزین شیمی درمانی، که دارای اثرات ثانویه متعددی از قبیل ریزش مو، خستگی، تهوع و حتی از بین بردن سلول‌های سالم در کنار سلول‌های سرطانی است، خواهد شد.

#### ریززیست فناوری
ریززیست فناوری به عنوان فرایندهای کمکی طب مدرن در زمینه تشخیص، درمان و بازسازی بافت‌های زیستی مطرح است. مثال دیگر طراحی نانوکره‌های پوشیده شده با پلیمرهای ساطع‌کننده نور فلورسنت است که در تشخیص برخی بیماری‌ها کاربرد دارند. محققان به دنبال طراحی پلیمرهایی هستند که در زمان مواجه شدن با مولکول‌هایی خاص، انتشار نور فلورسنت آن‌ها خاموش شود. در این صورت این پلیمرها ابزاری برای تشخیص متابولیت‌های مختلف خواهند شده و کره‌های پوشیده شده با آن‌ها می‌توانند به عنوان ابزارهایی جهت سنجش‌های زیستی برای ردیابی تومورها و دیگر مسائل سلامتی استفاده شوند.
فناوری DNA مثال مهمی از ریززیست فناوری است. به‌کارگیری خواص ذاتی اسید نوکلئیک‌هایی مانند DNA برای ایجاد مواد کاربردی، حوزه امید بخشی در تحقیقات مدرن است. از دیگر حوزه‌های تحقیقاتی مهم دستیابی به مزایایی از ویژگی‌های غشا برای ساخت غشاهای مصنوعی است. همچنین می‌توان برای تولید انبوه پروتئین‌های که برای ایجاد عملکرد خود گردهم (self-assemble) می‌آیند از نانومواد استفاده نمود.

#### کشاورزی
در صنعت کشاورزی نانومواد مهندسی شده می‌توانند به عنوان نانوحامل‌های حاوی علف کش‌ها، مواد شیمیایی یا ژن‌های که برای آزادسازی محتوایشان قسمت‌های خاصی از گیاه را هدف‌گیری می‌کنند، استفاده شوند.

#### ابزارها
این حوزه به گروه مختلفی از روش‌های تحقیقاتی همچون ابزارهای آزمایشگاهی (مانند تصویربرداری، تعیین ویژگی)، ابزارهای مبتنی بر پراش پرتو ایکس، سنتز از طریق خوگردهم آیی، ویژگی‌های خودگرهم آیی (برای مثال با به‌کارگیری MP-SPR , DPI، روش‌های DNA نوترکیب و غیره)، تئوری (ماشین‌های آماری، نانوماشین‌ها و غیره) و همچنین روش‌های محاسباتی تکیه دارد.
میکروسکوپ‌های الکترونی ابزاری نیرومند و دارای قابلیت‌های فراوانی برای تصویر برداری، آشکارسازی و ارائه اطلاعات مفید دربارهٔ پدیده‌های کوچک و بسیار کوچک هستند. این ابزارها با خانواده‌های متفاوت و عناوینی خاص مرتبط با اساس عملکردشان مطرح می‌شوند که از یک سو از لحاظ ساختار و اجزای داخلی قابل بررسی و ارزیابی اند و از سوی دیگر، از لحاظ روش‌های تحلیل و دریافت داده‌ها از نمونه قابل مقایسه و مطالعه هستند.
آماده‌سازی و نوع نمونه‌ها بر اساس ساختار و عملکرد پردازش اطلاعات از نمونه متفاوت است به‌طوریکه در بعضی از میکروسکوپ‌های الکترونی آماده‌سازی به دشواری و با شرایط خاص همراه است و در بعضی دیگر، روش‌های آماده‌سازی نمونه‌های زیست‌شناسی و غیر زیست‌شناسی متفاوت است. داده‌های حاصل از پردازش اطلاعات از نمونه‌ها، از یک منظر در ساخت و تولید ریز تراش‌ها، سامانه‌های متنوع الکترونی و الکترومکانیکی اهمیت خاص دارد و از منظر دیگر در به‌کارگیری نمونه‌های زیست‌شناسی (سلول‌ها، پروتین‌ها و…) برای طراحی و ساخت ریزتراشه‌های زیستی و سامانه‌های زیستی نانومتری نقش به سزایی را ایفا می‌کند.
میکروسکوپ‌های الکترونی ابزاری نیرومند و دارای قابلیت‌های فراوانی برای تصویر برداری، آشکارسازی و ارائه اطلاعات مفید دربارهٔ پدیده‌های کوچک و بسیار کوچک هستند. ابن ابزارها با خانواده‌های متفاوت و عناوینی خاص مرتبط با اساس عملکردشان مطرح می‌شوند که از یک سو از لحاظ ساختار و اجزای داخلی قابل بررسی و ارزیابی اند و از سوی دیگر، از لحاظ روش‌های تحلیل و دریافت داده‌ها از نمونه قابل مقایسه و مطالعه هستند.
در میکروسکوپ‌های الکترونی نمونه‌های زیست‌شناسی و غیر زیست‌شناسی در دو دسته مشخص و تفکیک شده مورد مطالعه قرار می‌گیرند. روش‌های آماده‌سازی نمونه، برای هر دسته متفاوت و بر اساس روش کار و پردازش داده‌ها توسط میکروسکوپ‌های الکترونی مبتنی است. آماده‌سازی نمونه در بعضی سامانه‌ها با اندودسازی نمونه با سایر عناصر شکل می‌گیرد و در بعضی دیگر با آبگیری و تثبیت همراه است. در هر صورت برای دستیابی به داده‌ها از نمونه‌های زیست‌شناسی و غیر زیست‌شناسی متناسب با روش‌های استاندارد و قابل استناد باشد تا از یک سو اطلاعات کامل و در حداقل خطا باشند و از سوی دیگر نمونه‌های با ارزش و زمان آماده‌سازی به هدر نرفته و کار با موفقیت به انجام رسد.
اگرچه، میکروسکوپ‌های الکترونی شباهت‌های اساسی با یکدیگر دارند ولی تفاوت‌های قابل ملاحظه آن‌ها باعث وجود گونه‌ها و خانواده‌های مختلف (میکروسکوپ‌های الکترونی روبشی، تراگسیل، کاوشی) شده‌است. این تفاوت بر اساس نوع و روش دستیابی به اطلاعات همانند روش روبش، تراگسیل، کاوش است. علت وجود روش‌های متفاوت، بررسی و مطالعه بهتر و آسان‌تر و نیز هدفمند نمونه‌ها است.
فناوری در میکروسکوپ‌های الکترونی

پیش از ورود به مبحث آماده‌سازی نمونه، نگاهی کلی و گذرا بر اصول و روش کار میکروسکوپ‌های الکترونی اگرچه مختصر امری ضروری است. میکروسکوپ‌های الکترونی براساس ساختار و روش کار میکروسکوپ‌های نوری ساخته شده‌اند و از این‌رو دارای شباهت‌ها و تفاوت‌هایی با یکدیگرند. اولین مؤلفه قابل ارزیابی بین این دو گروه، نوع منبع است که در میکروسکوپ‌های الکترونی، الکترون پر انرژی و متمرکز برای دستیابی به تصویر و اطلاعات از نمونه به جای نور مورد استفاده قرار می‌گیرد. مولفه دیگر، عدسی‌های هستند که در میکروسکوپ‌های الکترونی، عدسی‌های الکترومغناطیسی با قابلیت تنظیم فاصله کانونی را دارند. با تغییر میزان جریان الکتریکی، میزان بزرگنمایی قابل کنترل است. این درحالی است که عدسی‌های شیشه‌ای در میکروسکوپ‌های نور با فاصله کانونی ثابت فاقد این توانایی است و در نتیجه اطلاعات قابل دسترسی محدودتری را در اختیار محققان از نمونه قرار می‌دهند.
میکروسکوپ‌های الکترونی روبشی(SEM)

میکروسکوپ‌های الکترونی روبشی قادرند سیگنال‌های حاصل از برخورد الکترون‌ها به نمونه (الکترون‌های ثانویه) را به تصویری با کاربردهای متنوعی تبدیل کنند. این دستگاه‌ها معمولاً جهت مطالعه ساختارهای سطحی یا نزدیک به سطح نمونه، تهیه تصاویر توپوگرافیک، تعیین ترکیب و تصاویر ترکیبی یا مطالعه کاتدولومینسانس استفاده می‌شود. تصاویر در این دستگاه از آن جهت که شبیه تصاویری است که انسان با چشم می‌بیند، خیلی راحت‌تر تفسیر می‌شوند.
معمولاً برای تهیه تصاویر بهینه در تحلیل میکروسکوپ‌های الکترونی روبشی سطوح کاملاً پرداخته شده (پولیش) نیاز است. مسلماً کاهش میزان آمادگی سطوح موجب کاهش کنتراست و البته کاهش میزان کیفیت تصویر خواهد شد. از طرف دیگر نمونه‌ها غیر مسطح دشواری‌های بسیاری را در تحلیل در پی خواهند داشت. با این وجود، فضای بزرگی که در میکروسکوپ‌های الکترونی روبشی برای قرار دادن نمونه‌ها وجود دارد کار با کنترل‌های مکانیکی را آسان می‌سازد.
میکروسکوپ‌های الکترونی تراگسیل (TEM)
میکروسکوپ‌های الکترونی تراگسیل با دریافت سیگنال‌های حاصل از برخورد پرتوی الکترونی به نمونه و عبور آن، داده‌های قابل استنادی فراهم می‌سازند. عبور الکترون از نمونه باعث آشکارسازی اطلاعات داخلی و ساختاری نمونه می‌شود از این‌رو نیاز به نمونه‌های خیلی نازک ضروری است. این دستگاه‌ها ابزارهایی مناسب جهت شناسایی ساختار مواد بلورین و مطالعات ریزساختاری تفصیلی مواد هستند که قادر به ارائه بزرگنمایی زیاد و دارای قدرت تفکیک‌پذیری بالایی هستند. این امر باعث به‌کارگیری این دستگاه‌ها در تحقیقات پیشرفته کانی‌شناسی، بلورشناسی، علم مواد شده‌است.

یکی از متداول‌ترین و مهم‌ترین روش‌های آماده‌سازی نمونه، اولترامیکروتومی است که روشی استاندارد در تهیه نمونه‌های بسیار نازک در زیست‌شناسی و همچنین بسیار مفید در آماده‌سازی نمونه‌ها برای میکروسکوپ‌های الکترونی تراگسیل است. در این روش برش‌های کمتر از ۱*۱ میلی‌متری با چاقوی الماسه انجام می‌شود. سپس برش‌ها را در یک مایع جمع‌آوری کرده و پیش از به‌کارگیری در دستگاه بر یک شبکه قرار می‌دهند. معمولاً نمونه‌های حاصله نیازی به آماده‌سازی دیگری ندارند هرچند که ضخامت آن‌ها بستگی به نوع اطلاعات مورد نظر دارد. این روش نیاز به مهارت فراوان دارد و باید توسط یک متخصص با تجربه انجام شود

میکروسکوپ‌های نیروی اتمی(AFM)
میکروسکوپ‌های الکترونی نیروی اتمی به دلیل قابلیت‌های منحصر به فرد آن توسط محققان " چشم نانو تکنولوژی " نامیده شده‌است میکروسکوپ نیروی اتمی بر اساس نیروی وان دروالسی بین اتمی بنا شده‌است. این دستگاه به کمک یک پروپ فوق‌العاده تیز، ویژگی‌های سطح نمونه را به وسیله نیروی برهم کنشی با اتم‌های سطح جسم، اندازه‌گیری می‌کند و با ثابت نگه داشتن مقدار نیرو در حالی که پروب سطح نمونه را می‌پیماید، امکان ایجاد نگاشت‌ها و تصاویر سه بعدی از سطح را فراهم می‌کند. داده‌ها و سیگنال‌های دریافتی در این دستگاه نماینگر اطلاعاتی در مورد ساختار مولکولی و ساختار اتمی نمونه است.
علاوه بر این، در میکروسکوپ‌های نیروی اتمی دو قابلیت مهم موجب افزایش و گسترش میزان به‌کارگیری آن در زمینه زیست‌شناسی و مهندسی پزشکی شده‌است. یکی محیط داخلی دستگاه است که نیازی به خلاء نداشته و هوا، گاز و حتی مایع نیز می‌تواند در آن محیط قرار گیرد. مسلماً، این امر به‌کارگیری نمونه‌های زیست‌شناسی (همانند سلول‌ها، پروتئین‌ها) به صورت زنده و فعال (حتی خارج از بدن جاندار) را امکان‌پذیر می‌کند (شکل ۵.)
قابلیت مهم دیگر دستگاه، عدم نیاز به اندودسازی نمونه‌ها است که موجب حذف مراحل سخت و دشوار آماده‌سازی نمونه می‌شود فرایند تصویربرداری از سیال برای این دستگاه مزیتی محسوب می‌شود که همراه با سایر امکانات دیگرش امکان مشاهده فرایندهای زیستی در زمان واقعی را میسر می‌سازد.